# گلوریا استروک
گلوریا استروک (به انگلیسی: Gloria Stroock) (زاده ۱۵ ژوئن ۱۹۲۴) بازیگر آمریکایی است.
از فیلم‌های معروف او می‌توان به بازی در فیلم شجاعت غیرمعمول اشاره کرد.